# Abbaye de Mettlach
L'abbaye de Mettlach est une ancienne abbaye bénédictine à Mettlach, dans le Land de Sarre et le diocèse de Trèves.

## Histoire
À la fin du VIIe, Lutwinus fonde le monastère double Saint-Pierre et Sainte-Marie et le place sous la règle bénédictine.
Entre 757 et 768, Lantbert, probablement un disciple de Lutwinus et ancêtre des Widonides, prend possession du monastère. Sans doute vers 782, le roi Charlemagne rejette les revendications de ses fils, notamment Guy de Nantes, sur l'abbaye de Mettlach. Les droits royaux carolingiens s'appliquent ; Lothaire rejette les prétentions de Guy de Spolète, petit-fils de Guy de Nantes, sur le monastère. Après la fin de la dynastie carolingienne l'abbaye de Mettlach devient alors un monastère exclusif du diocèse.
L'union personnelle prend fin, quand l'évêque Ruotbert de Trèves accepte l'autonomie des bénédictins. Il en fait aussi un lieu de pèlerinage.
Vers 990, l'abbé Lioffin construit l'église Sainte-Marie pour y faire reposer les cendres du fondateur de l'abbaye. Cette église octogonale à l'exemple de la cathédrale d'Aix-la-Chapelle, maintenant connue sous le nom de la vieille tour, est le bâtiment le plus ancien de la Sarre. L'édifice roman et l'acquisition de reliques de la Sainte Croix dans les années 1220 témoignent de l'importance de l'abbaye au Moyen Âge.
En 1468, l'abbaye dirigé par l'abbé Arnold de Clivis rejoint la congrégation de Bursfelde et en reste membre jusqu'à sa dissolution en 1802 au moment de la sécularisation de la région.
Au XVIIIe, des bâtiments sont élevés par les architectes baroques Christian Kretzschmar et Johann Bernhard Trabucco. La reconstruction de l'église n'est pas achevée lors de la dissolution de l'abbaye.
La Révolution française, en particulier la première guerre de coalition en 1792, met fin aux activités monacales. L'abbaye est abandonnée en 1793 et 1794. Les bâtiments sont vendus à Leistenschneider, un industriel du papier à Trèves. Jean-François Boch les rachète en 1809 très fortement abîmés et les répare. Certains ont une destination industrielle. Le bâtiment abrite aujourd'hui le siège de Villeroy & Boch. Le 13 août 1921, les bâtiments sont gravement endommagés par un incendie.

## Source de la traduction
- (de) Cet article est partiellement ou en totalité issu de l’article de Wikipédia en allemand intitulé « Abtei Mettlach » (voir la liste des auteurs).